# Annick Hervé
Annick Hervé est une femme pêcheur français, licenciée à la Fédération française de pêche sportive au coup.
Elle possède l'un des palmarès féminin français les plus étoffés au niveau international.

## Palmarès
- Championne du monde de pêche sportive au coup en eau douce individuelle en 1995 (2e édition, à Availles-Limouzine (France)) (1re française à obtenir le titre, suivie de Isabelle Hawryhuck en 2001);
- Championne du monde de pêche sportive au coup en eau douce par équipes en 1995 (à  Availles-Limouzine (France));
- Vice-championne du monde de pêche sportive au coup en eau douce par équipes en 1996 (à Availles-Limouzine  (France, pour la seconde année consécutive)) et 1997 (à Penacova (Portugal));
- Championne de France de 2e division de pêche sportive au coup en eau douce individuelle, en 1992 (à Maizières-les-Metz);
- 3e du championnat de France de 1re division de pêche sportive au coup en eau douce individuelle en 1994 (à Availles-Limouzine).